# Leopold (książę Anhalt-Köthen)
Leopold (ur. 29 listopada 1694 w Köthen, zm. 19 listopada 1728 tamże) – książę Anhalt-Köthen z dynastii askańskiej (jego władztwo było częścią Świętego Cesarstwa Rzymskiego Narodu Niemieckiego).
Był synem księcia Anhalt-Köthen Emanuela Lebrechta i jego żony księżnej Gizeli Agnieszki. Na tron wstąpił po śmierci ojca 30 maja 1704. Do 1715 regencję w jego imieniu sprawowała matka. W latach 1717–1723 kapelmistrzem na dworze księcia Leopolda był Johann Sebastian Bach.
11 grudnia 1721 w Bernburgu poślubił księżniczkę Anhalt-Bernburg Fryderykę Henriettę. Para miała jedną córkę:
- księżniczkę Gizelę Agnieszkę (1722–1751)

Jego drugą żoną była księżniczka Nassau-Siegen Szarlotta Fryderyka. Ich ślub odbył się 28 listopada 1780 w Rodzie. Para miała dwoje dzieci:
- księcia Emanuela Ludwika (1726–1728), następcę tronu
- księżniczkę Leopoldynę Szarlottę (1727–1728)

Po śmierci księcia Leopolda jego następcą został młodszy brat August Ludwik.